# Groupe Galeries Lafayette
Pour les articles homonymes, voir Lafayette.

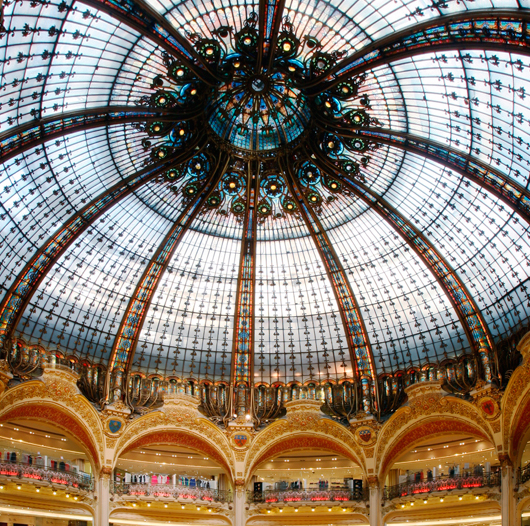
Coupole des Galeries Lafayette Haussmann.

Le groupe Galeries Lafayette est un groupe français spécialiste du commerce de la mode en centre-ville, il opère dans le secteur des grands magasins et du commerce à travers ses marques Galeries Lafayette, Galeries Lafayette-Royal Quartz Paris, Louis Pion, La Redoute, BazarChic et Mauboussin. Le groupe réalise un chiffre d'affaires annuel de 4,5 milliards d'euros. Il est la propriété de la famille Moulin.

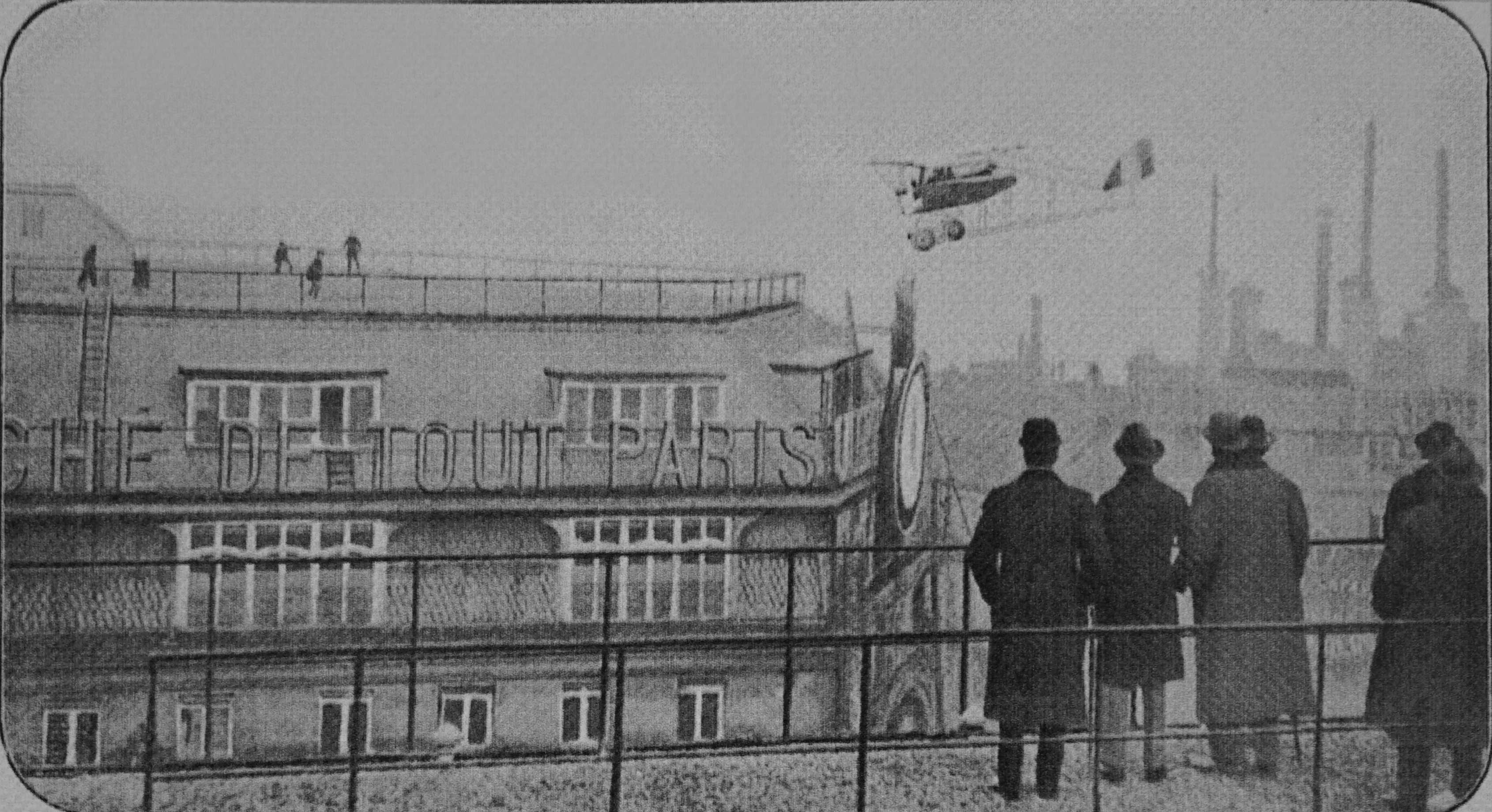
Jules Védrines atterrit sur le toit des Galeries Lafayette.

## Historique

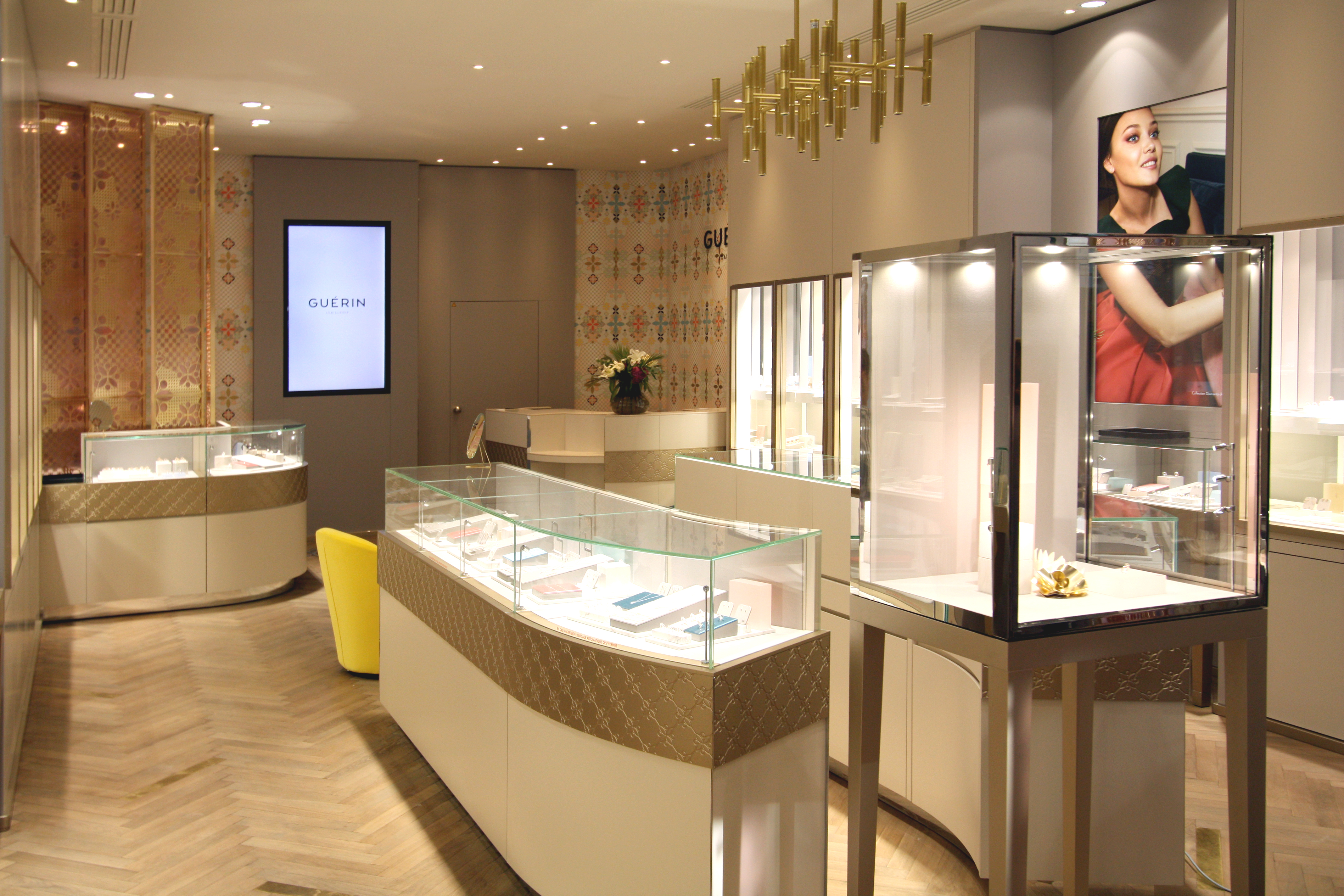
Boutique Guérin Joaillerie de Lyon.

En 1893, deux cousins alsaciens, Théophile Bader et Alphonse Kahn, s'associent pour reprendre un modeste fonds de commerce de « nouveautés » à Paris. Le 15 janvier 1894, ils ouvrent une boutique de colifichets « Aux Galeries Lafayette » au 1, rue La Fayette à Paris sur une surface de vente de 70 m2. Situé au cœur d’une importante zone de chalandise, le magasin dispose d’une position stratégique à Paris, à proximité du quartier de la couture, des grands magasins du Printemps et de la gare Saint-Lazare. L'entreprise installe dès 1900 les premiers ateliers de confection de mode et commercialise les produits fabriqués, des vêtements et des chapeaux essentiellement.
En 1900, dépôt de la marque « Galeries Lafayette ».
En 1907, le magasin s'étend et ouvre ses portes sur le boulevard Haussmann. En 1912 sont inaugurés les nouveaux agrandissements qui comprennent le grand hall, la célèbre coupole et l'escalier d'honneur (ferronnerie Louis Majorelle) qui est démonté en 1974.
Le 19 janvier 1919, Jules Védrines parvient à poser son appareil, un Caudron G.3, sur la terrasse de l'immeuble.
Les premières succursales ouvrent en province : Nice en 1916, Nantes en 1919 et Montpellier en 1926. En 1932, l’entreprise crée l'enseigne Monoprix et ouvre son premier magasin à Rouen sous l'impulsion de Max Heilbronn, un des deux gendres de Théophile Bader, devenu administrateur de la société en 1926.
Entre 1941 et 1944, à la suite des lois antisémites du régime de Vichy, la famille fondatrice est écartée de la direction pendant l’Occupation et la société est placée sous l’administration de Vichy jusqu’à la Libération.
Après la mort de Théophile Bader, le 16 mars 1942, son autre gendre, Raoul Meyer, reprend la tête de l’entreprise et devient président du groupe de 1944 à 1970.
En 1951, lors de l'inauguration du plus haut escalator du monde, Édith Piaf donne un concert devant le magasin boulevard Haussmann.
À sa mort, Max Heilbronn assume pendant un an la présidence des Galeries Lafayette avant que son gendre Étienne Moulin ne lui succède de 1971 à 1987.
En 1971, le groupe rachète Inno France et en 1985, les magasins Aux Dames de France à Paris.
Le Groupe est présidé par Georges Meyer de 1987 jusqu’à son décès en 1998. Il est marié avec son homonyme Noëlle Meyer, petite-fille de Théophile Bader. Sous sa présidence, le Groupe achète les Nouvelles Galeries (créées en 1867), le BHV (créé en 1856), Uniprix et Cofinoga en 1991 et enfin Prisunic en 1997. À sa disparition en 1998, le Groupe est co-présidé par Philippe Houzé et Philippe Lemoine. En 2001, le Groupe fait l’acquisition des points de vente français de l'enseigne britannique Marks & Spencer, puis en 2007 de la société Louis Pion - Royal Quartz,. En 1994, le Groupe crée LaSer, société de services financiers, et en 1994, la moitié de la société (et sa filiale Cofinoga) est rachetée par Cetelem. Laser est détenu à parité par le groupe Galeries Lafayette et BNP Paribas Personal Financejusqu'à son acquisition en totalité par le groupe BNP Paribas en 2014.
En 2000, le groupe Casino rachète la moitié de Monoprix. En juin 2012, le groupe Casino annonce son souhait de racheter les 50 % de parts détenues par le groupe Galeries Lafayette. Un accord permettra au groupe Casino d'en devenir l'actionnaire unique à 100 % en octobre 2013,.
Alors que le Groupe est toujours dirigé par les descendants du fondateur Théophile Bader, les familles Moulin et Meyer, cette dernière décide en 2005 de vendre ses parts. La famille Moulin et BNP Paribas se partagent la propriété du groupe. En 2009, la famille Moulin reprend le contrôle de la totalité du Groupe.
En 1996, les Galeries Lafayette s'internationalisent et ouvrent un magasin à Berlin conçu par l’architecte Jean Nouvel. Depuis les Galeries Lafayette se sont implantées à Dubaï (2009), Jakarta, Pékin (2013) et Istanbul (2017). En 2017, les Galeries Lafayette ont également ouvert dans le centre commercial de Carré Sénart et en mars 2018 dans le centre commercial du Prado à Marseille. Outre deux magasins en France dont le navire amiral rue de Rivoli, le BHV Marais est également présent à l’international à travers deux magasins à Beyrouth au Liban et un magasin ouvert à Dubaï au printemps 2017. Le BHV Marais lance son site de vente en ligne bhv.fr en octobre 2018.
Au cours des dernières années, le Groupe a réalisé plusieurs acquisitions : en 2007, il acquiert les marques d'horlogerie Louis Pion et Royal Quartz (cette dernière devenant Galeries Lafayette-Royal Quartz Paris) ; en 2012, il rachète la marque de joaillerie Didier Guérin (rebaptisée Guérin Joaillerie en 2016).
Depuis 2014, le Groupe a également développé un format de magasins de déstockage, Galeries Lafayette Outlet, et en compte aujourd'hui huit sur le territoire.
En 2016, Galeries Lafayette réalise l'acquisition de BazarChic, un site web spécialisé dans les ventes privées,.
Le 31 août 2017, le groupe Galeries Lafayette annonce le projet de rachat de La Redoute, finalisé en avril 2018, avec une prise de participation majoritaire de 51 % et l’objectif d’en réaliser l’acquisition à 100 % à terme.
En 2018, le Groupe met en place un projet d’affiliation de 22 magasins du réseau français de magasins Galeries Lafayette, principalement situés dans les cœurs de villes de province, à la Financière Immobilière Bordelaise.
En avril 2019, le Groupe Galeries Lafayette ouvre en franchise le premier magasin Eataly de France, juste derrière le BHV Marais. En juillet 2019, Galeries Lafayette annonce l'acquisition d'une participation dans Mauboussin, une entreprise de joaillerie,.
De nouvelles ouvertures sont prévues en France et à l’international d’ici 2022. À l'étranger, le Groupe a ouvert en 2019 trois magasins à Doha, à Shanghai et au Luxembourg et a annoncé de nouvelles ouvertures à Milan et Koweït City. En France, le Groupe a ouvert sur les Champs-Élysées à Paris en mars 2019 et a ouvert un magasin dans le centre commercial de Beaugrenelle en novembre 2019. En octobre 2020, les Galeries Lafayette signent un accord pour l'ouverture d'un troisième magasin en Chine, à Guiyang, dans le centre commercial D. Place.
En raison de la pandémie de Covid-19, l'année 2020 est la pire de l'histoire des grands magasins parisiens, notamment pour les Galeries Lafayette, qui vont perdre la moitié de leur chiffre d'affaires cette année. Outre les fermetures temporaires survenues lors des confinements (une longueur jamais connue, même pendant les guerres), ils subissent aussi la perte de leur clientèle étrangère, à quoi se surajoute une forme de désaffection des Français pour la mode, le développement du commerce en ligne et des restrictions de l’utilisation de la voiture dans la capitale.
En août 2022, le chiffre d'affaires du premier semestre de l'année pour le magasin amiral du boulevard Haussmann se révèle légèrement inférieur à celui de 2019. Cette progression a été rendue possible par un ciblage de la clientèle locale ainsi que par le retour d'une partie des touristes internationaux (Chine non comprise).
En novembre 2023, le groupe Galeries Lafayette annonce avoir finalisé la cession du BHV Marais à la Société des Grands Magasins, une société familiale spécialisée dans le grand commerce de centre-ville dirigée par Frédéric Merlin, après avoir obtenu l’aval des autorités réglementaires compétentes. Le magasin de Parly 2 est également concerné par cette opération.

## Autres activités

### Immobilier
Créée en 2008, Citynove gère et valorise le patrimoine immobilier du groupe Galeries Lafayette. Ce patrimoine est composé de plus de 150 actifs immobiliers principalement en centre-ville. La foncière mène une politique de rajeunissement de son parc de magasins, concrétisée en 2014 par la livraison de la refonte de la façade du magasin Galeries Lafayette de Metz conçue par l’architecte Manuelle Gautrand, ainsi celle du magasin Galeries Lafayette de Marseille Bourse signée par l’agence d’architecture Moatti–Rivière. Citynove a fait appel à Bjarke Ingels pour concevoir l’architecture du futur flagship Galeries Lafayette des Champs Elysées et à Rem Koolhaas pour réhabiliter le bâtiment de Lafayette Anticipations - Fondation d’entreprise Galeries Lafayette situé au cœur du Marais à Paris.

### Groupe Carrefour
En 2014, la famille Moulin entre dans le capital du groupe Carrefour à hauteur de 6,1 %. En 2015, elle contrôle 9,5 % du Groupe. La famille dispose de deux sièges au conseil d'administration, occupés par Philippe Houzé et Patricia Lemoine. En 2016, elle devient le 1er actionnaire du Groupe, en détenant 11,51 % de participations et 15 % des droits de vote.

### Fondation d'entreprise
La Fondation d'entreprise Galeries Lafayette est créée en octobre 2013. Cette fondation d’intérêt général a pour mission de soutenir la création contemporaine par la mise à disposition des artistes de moyens et d’ateliers. En mars 2018, le groupe ouvre Lafayette Anticipations, la Fondation d'entreprise Galeries Lafayette, vouée à l’art contemporain.